# Mick Lally

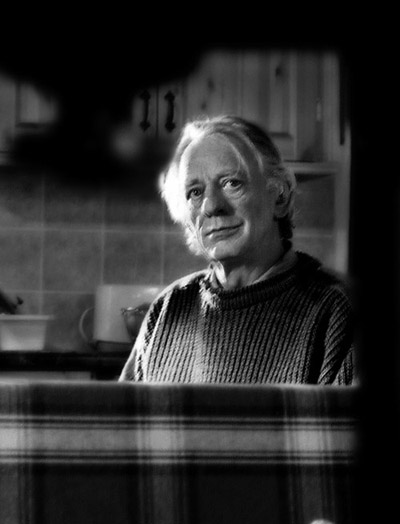
Mick Lally

Mick Lally (* November 1945 in Tourmakeady, County Mayo; † 31. August 2010) war ein irischer Schauspieler.

## Leben
Lally wuchs auf einer Farm in den Partry Mountains im Westen Irlands auf. Er hatte sechs jüngere Geschwister, fünf Schwestern und einen Bruder. Lally besuchte die Schule in seinem Geburtsort und wechselte dann auf das St Mary’s College in Galway, eine Jungenschule, und zugleich das Diözesancollege der Diözese Galway (Galway Diocesan College). Er studierte Geschichte und Irische Philologie an der National University of Ireland, Galway. Nach seinem Abschluss arbeitete er von 1969 bis 1975 als Lehrer für Geschichte und Irische Sprache in Tuam.
1975 wurde Lally in der Bar The Cellar in Galway von der Schauspielerin Marie Mullen und der späteren Theaterdirektorin Garry Hynes, die sich beide beim Schauspielstudium an der Drama Society der National University of Ireland, Galway kennengelernt hatten, für eine Produktion des Theaterstücks Der Held der westlichen Welt angesprochen, in der Lally die Rolle des Christy Mahon übernehmen sollte. Gemeinsam mit Mullen und Hynes gründete Lally daraufhin die Druid Theatre Company, wo er in der Folgezeit unter anderem in Die Glasmenagerie und Wer hat Angst vor Virginia Woolf? spielte. 1985 übernahm er dort die Rolle des alten Mahon in The Playboy of the Western World. Außerdem spielte er bei der Druid Theatre Company in Warten auf Godot, Whistle in the Dark von Tom Murphy, Fast ein Poet von Eugene O’Neill und als Larry Taggart in der von der Kritik hochgelobten Produktion des Theaterstücks Wild Harvest von Ken Bourke.
1980 spielte Lally, der zu dieser Zeit Mitglied der von Brian Friel und Stephen Rea gegründeten Field Day Theatre Company war, in Derry in der Uraufführung des Theaterstücks Translations von Brian Friel.
Als Theaterschauspieler trat Lally häufig in Rollen des irischen Dramatikers John B. Keane auf. Am Gaiety Theatre in Dublin spielte Lally unter anderem in Keanes Stücken Moll, The Man from Clare und The Year of the Hiker. Am SFX City Centre Theatre in Dublin spielte er von 2001 bis 2008 die Rolle des Mick Dicky O’Connor in Keanes Drama The Matchmaker. Dort spielte er auch in dem Stück Studs von Paul Mercier. Seit Ende der 1970er Jahre trat er regelmäßig auch am Abbey Theatre in Dublin auf. Er wirkte dort unter anderem in den Stücken Iwanow (1978, als Gavrila), Ein Sommernachtstraum (1979, als Snug), Und das Licht erscheint in der Finsternis (engl. Titel: The Power of Darkness) von Leo Tolstoi (1991), Drama at Inish von Lennox Robinson (1992), A Crucial Week in the Life of a Grocer's Assistant von Tom Murphy (1992), The Honey Spike von Bryan MacMahon (1993) und The Last Days of a Reluctant Tyrant von Tom Murphy (2009) mit. Am Peacock Theatre in Dublin war er 1992 in dem Stück The Winter Thief von Sean MacMathuna zu sehen.
Lally spielte auch in Kinofilmen und im Fernsehen. Besondere Bekanntheit erreichte er mit der Rolle des Miley Byrne in der irischen Seifenoper Glenroe. Er nahm mit seiner Verkörperung eine Filmfigur wieder auf, die er bereits 1978 in der Fernsehserie Bracken gespielt hatte. Mit dem Song The By-road to Glenroe aus der Fernsehserie, den Lally interpretierte, schaffte er es im April/Mai 1990 sogar auf Platz eins der irischen Single-Charts. 2004 hatte er an der Seite von Colin Farrell eine kleine Rolle als Pferdehändler in Oliver Stones Monumentalfilm Alexander. 2009 übernahm er in dem Animationsfilm die Sprechrolle des Brother Aidan. Lally, der fließend Irisch sprach, wirkte auch in einigen irischsprachigen Filmen (Poitín, 1978) und in der irischsprachigen Seifenoper Ros na Rún (2008) mit.
Lally war verheiratet und Vater von drei Kindern. Er starb nach kurzer Krankheit am 31. August 2010 in einem Krankenhaus.

## Filmografie (Auswahl)
- 1978: Bracken (Fernsehserie)
- 1978: Poitín
- 1982: The Ballroom of Romance
- 1982: The Outcasts
- 1983: Straße der Angst (Angel)
- 1983–2001: Glenroe (Fernsehserie)
- 1986: The Fantasist
- 1990: Die Narren des Schicksals (Fools of Fortune)
- 1994: Ein Mann ohne Bedeutung (A Man of No Importance)
- 1994: Scarlett (Fernsehserie)
- 1995: Circle of Friends – Im Kreis der Freunde (Circle of Friends)
- 2004: Alexander
- 2004: The Halo Effect
- 2006: Middletown
- 2008: Ros na Rún (Fernsehserie)
- 2009: Das Geheimnis von Kells (The Secret of Kells)